# CAFTA
CAFTA (ang. Central America Free Trade Agreement) – strefa wolnego handlu Ameryki Środkowej w składzie: Salwador, Nikaragua, Honduras, Gwatemala i Dominikana. Kostaryka podpisała umowę o CAFTA, lecz nie ratyfikował jej jeszcze parlament. Wenezuela została wyrzucona po niewybrednych komentarzach wypowiedzianych przez Hugo Chaveza pod adresem USA na szczycie w Miami w 2003 roku. Jego postawa została potępiona przez kraje Ameryki Łacińskiej, ale zyskała poklask wśród społeczeństw. Układ CAFTA, podpisany 28 maja 2004 roku doczekał się ratyfikacji w Senacie USA 30 czerwca 2005 r. Dwustronną umowę o wolnym handlu z USA nadal negocjuje Panama. CAFTA jest postrzegana jako wstęp do tworzenia FTAA, która ma objąć całą Amerykę Łacińską.